# Chimaltenango FC
Chimaltenango Fútbol Club – gwatemalski klub piłkarski z siedzibą w mieście Chimaltenango, stolicy departamentu Chimaltenango. Występuje w rozgrywkach Primera División. Domowe mecze rozgrywa na obiekcie Estadio Municipal de Chimaltenango. Nazwa klubu jest czasem skracana do Chimal FC.

## Historia
Klub został założony w marcu 1948. Po wielu latach występów w niższych ligach gwatemalskich, w 1997 roku po raz pierwszy awansował do Liga Nacional, lecz spadł z niej już po roku. Pobyt w pierwszej lidze w latach 1997–1998 jest jedynym w historii klubu.
W kolejnych latach Chimal balansował pomiędzy drugą a trzecią ligą gwatemalską. W drugiej lidze występował w latach 1998–2005 i 2006–2008 pod nazwą América Chimaltenango. Następnie zmienił nazwę na Chimaltenango FC i w 2017 roku ponownie awansował do drugiej ligi.

## Trenerzy
- Gustavo Reinoso (2005–2006)[4]
- Julio Ariz Leiva (2017)[3]
- Julio Englenton Chuga (2019)[5]
- Otto Rodríguez (2019–2020)[5]
- Érick González (od 2020)[6]